# Grand-bailliage d'Ellwangen

Carte du Wurtemberg, 1927 - Le grand-bailliage d'Aalen est situé en n°12

Le grand-bailliage d'Ellwangen était une circonscription administrative de l'est du royaume du Wurtemberg (sur la carte jointe n° 12), rebaptisée Kreis Ellwangen en 1934 et dissoute en 1938. La plupart des communautés sont venues dans le district d'Aalen (depuis 1973 une partie de l' Ostalbkreis), deux communautés ont été affectées au district de Hall (à partir de 1941 district de Schwäbisch Hall).
Pour des informations générales sur les Grands-bailliages du Wurtemberg, voir Grand-bailliage (Wurtemberg).

## Histoire
En septembre 1802, en prévision du recès d'Empire de 1803, le Wurtemberg prend possession du territoire de la prévôté princière d'Ellwangen (de). De la partie nord est formé le grand-bailliage d'Ellwangen. En 1806, l'ancien ordre allemand ou les places chevaleresques ont été ajoutés. En 1810, le district est agrandi vers l'est après que les royaumes de Bavière et de Wurtemberg aient finalement défini la frontière commune dans le traité de Paris.
Le grand-bailliage, qui a été affecté au Cercle de la Jagst de 1818 à 1924, bordait les grands-bailliages d'Aalen, Neresheim, Crailsheim, Gaildorf ainsi que le Royaume de Bavière.